# Années 1790 en sport
Chronologie du sport :
- XVIIIe siècle en sport - années 1790 en sport - années 1800 en sport

## Athlétisme

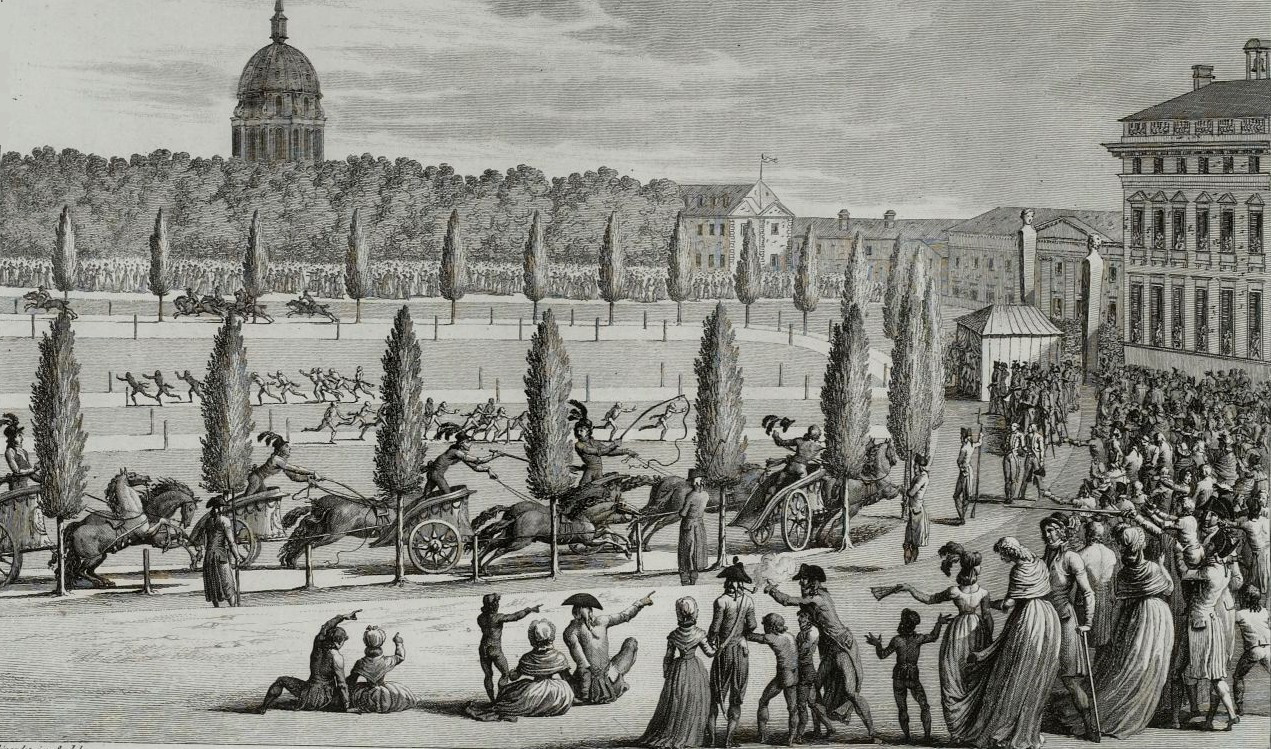
Olympiade de la République le 22 septembre 1796, (musée de la Révolution française).

- 22 septembre 1796 : tenue sur le Champ de Mars à Paris de la « Première Olympiade de la République ». Devant 300 000 spectateurs, le programme comprend notamment des courses à pied et même une course de chars à l’Antique. Six champions sont couronnés.
- 22 septembre 1797 : programme sportif maintenu à l’occasion des festivités révolutionnaires de Paris.
- 26 août 1798 : fête sportive bretonne à Saint-Jean-Trolimon avec au programme de la lutte bretonne et des courses à pied.
- 22 septembre 1798 : le programme sportif des festivités révolutionnaires de Paris est complété par un concours de joutes, notamment. À noter le défilé des athlètes en ouverture de cette journée sportive et l’utilisation pour la première fois du système métrique en athlétisme.

## Boxe
- 12 novembre 1794 : Daniel Mendoza devient champion d'Angleterre des poids lourds en battant Bill Warr.
- 15 avril 1795 : le boxeur anglais John Jackson s’empare du titre en battant le tenant depuis 1794, Daniel Mendoza.

## Cricket
- 1791 : sur décision de son patron, Richard Nyren, le fameux club de cricket d’Hambledon cesse ses activités. Les joueurs sont dispersés aux quatre coins du pays, diffusant l’esprit du cricket (très) sportif d’Hambledon. Le cricket devient dès lors le sport numéro un en Angleterre à égalité avec le sport hippique. La saison débute traditionnellement le vendredi saint.

## Joutes nautiques
- 18 juillet 1790 : tournoi de joutes nautiques à Paris sur la Seine à l’occasion de la Fête de la Fédération.

## Parachutisme
- 1797 : premier saut en parachute réalisé par le Français André-Jacques Garnerin. Il s’élance d’un ballon à 650 m d’altitude au-dessus de la plaine Monceau à Paris.
- 1799 : premier saut en parachute d’une femme. C’est la Française Jeanne-Geneviève Labrosse qui signe cette performance.

## Sport hippique
- 1792 : premier numéro du journal sportif anglais The Sporting Magazine, mensuel spécialisé dans les courses hippiques.

## Naissances
- 1798
  - 24 décembre : William Clarke, joueur de cricket puis dirigeant sportif anglais. († 25 août 1856).